# Dmitrij Bykov (scrittore)

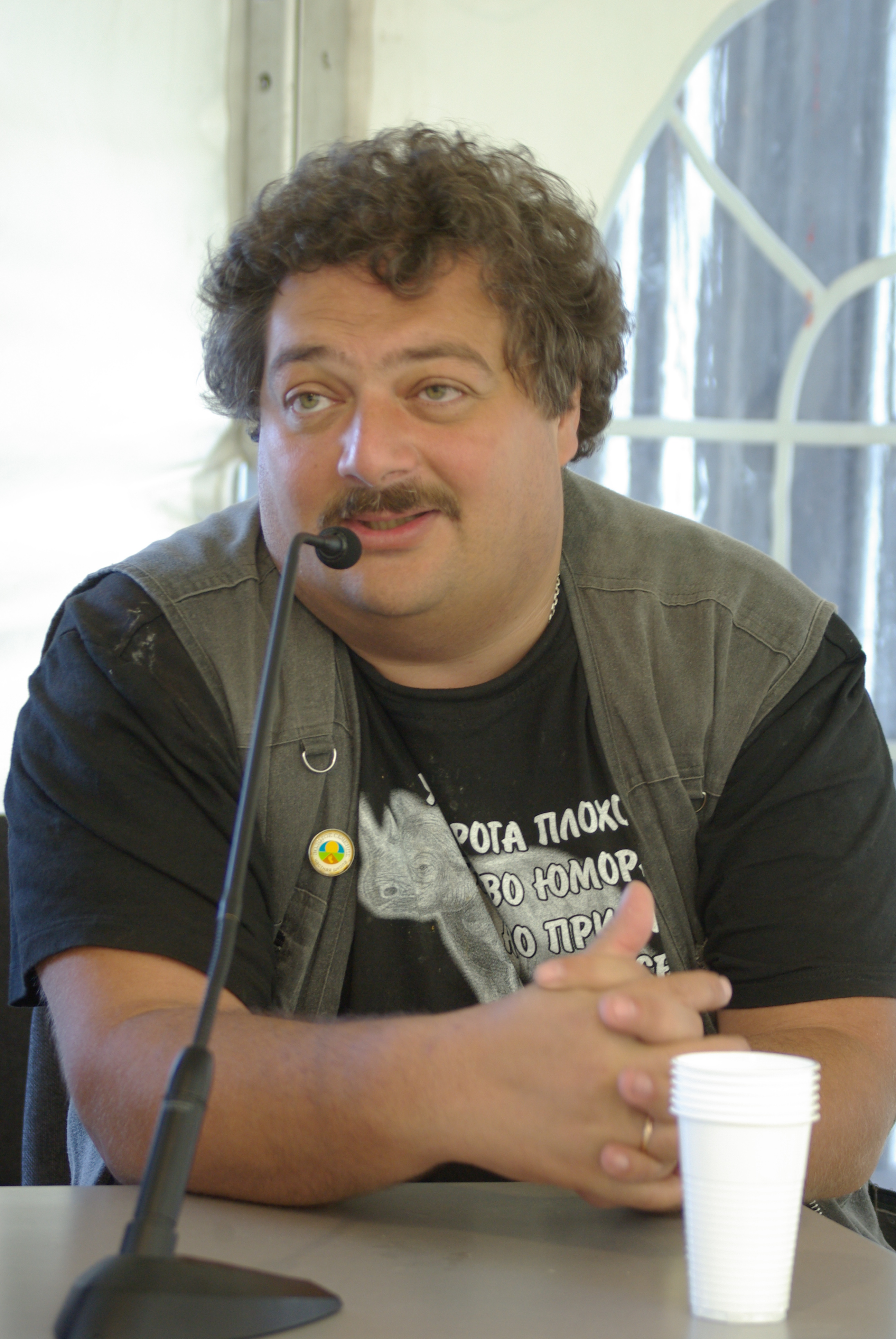
Dmitrij Bykov (2010).

Dmitrij L'vovič Bykov (in russo Дми́трий Льво́вич Бы́ков?; 20 dicembre 1967) è uno scrittore e giornalista russo.

## Biografia
Si è laureato presso la facoltà di giornalismo dell'Università statale di Mosca. Ha insegnato letteratura e storia della letteratura sovietica nelle scuole secondarie di Mosca. Come giornalista e critico, ha scritto per la rivista Ogonëk dal 1993. 
Ha ottenuto riscontro e riconoscimenti per la sua biografia di Boris Pasternak, pubblicata nel 2005. La biografia ha ottenuto il Premio Nazionale Bestseller (Национальный бестселлер, Nacionlal'nyj Bestseller) nel 2006 e il Premio "Grande Libro" (Большая Книга, Bol'šaja Kniga). In seguito ha scritto le biografie di Maksim Gor'kij e Bulat Okudžava.
Nel 2009 è stato nominato assistente redattore-capo della rivista Profile. Insieme all'attore Michail Efremov ha creato il progetto Citizen Poet, in cui Efremov legge poesie scritte da Bykov, contenenti di solito critiche e satira riguardo alla società, alla politica e alla cultura russa contemporanea. In origine il progetto era trasmesso anche dal canale televisivo Dožd', ma poi è stato chiuso perché le poesie erano troppo critiche nei confronti del governo russo. Fu quindi ospitato in formato audio dalla stazione radiofonica Echo di Mosca.